# Тирлич безстеблий
Тирлич безстеблий, тирлич безстебловий, тирлич вирізаний (Gentiana acaulis) — вид покритонасінних рослин родини тирличевих (Gentianaceae).

## Загальна характеристика
Багаторічна трав'яниста рослина заввишки 5-10 см. Листки розеток овально-еліптичні, тупуваті. Квітки одиничні. Чашечка завдовжки 20–30 мм. Віночок завдовжки 50–70 мм, голубувато-синій з оливково-зеленими плямами. Цвіте у червні — липні. Плодоносить у серпні. Розмножується насінням та вегетативно. Світлолюбний.

## Поширення
Поширений у центральній і південній Європі, від Сходу Іспанії до Балкан, зростає особливо в гірських регіонах, таких як Альпи, Севенни і Піренеї, на висоті 800–3000 м
В Україні поширений в Карпатах (масиви Чорногора, Свидовець тощо).

## Місця зростання
Зростає на скелях, кам'янистих осипах і розсипищах, щебенистих ґрунтах у субальпійському, частково альпійському поясах. У 1955 р. знайдено кілька особин на лісових галявинах поблизу смт Ясіня Рахівського району та с. Лумшори Перечинського району (обидва — Закарпатська область) на висоті 700–800 м над рівнем моря. У 2016 р. знайдено до 100 особин на лісових галявинах у Ворохті Івано-Франківської області.

## Чисельність
Зростає поодинці або невеличкими групами; вид під загрозою повного зникнення.
Причини зміни чисельності — масове зривання на букети.

## Охорона
Занесено до Червоної книги України. Охороняється в Карпатському біосферному заповіднику, Карпатському національному природному парку. Необхідно посилити контроль за станом популяцій виду.